# حزقيال خوسيه سلفادور
حزقيال خوسيه سلفادور (18 ديسمبر 1975 في إسبانيا - ) (بالإسبانية: Juan José Salvador) هو سياسي ولاعب كرة طائرة إسبانيا في مركز وسط ‏. شارك في الألعاب الأولمبية الصيفية 2000.

## وصلات خارجية
- حزقيال خوسيه سلفادور على موقع الاتحاد الأوروبي (الإنجليزية)
- حزقيال خوسيه سلفادور على موقع عالم الكرة الطائرة (الإنجليزية)
- حزقيال خوسيه سلفادور على موقع دوري الدرجة الأولى الإيطالي للكرة الطائرة - رجال (الإيطالية)
- حزقيال خوسيه سلفادور على موقع أوليمبيديا (الإنجليزية)